# Kurin
Kurin (ukrainisch курінь; russisch курень, Kuren) ist ein durch die Kosaken etablierter militärischer Ausdruck für einen militärischen Verband.
Im Heer der Saporoger Kosaken war er eine militärische Verwaltungseinheit gleichbedeutend mit einem Bataillon von 400 bis 800 Mann. Zum Ende des Bestehens der Saporoger Sitsch war diese in 38 Kurin unterteilt, die nach dem Ort oder der Gegend der Herkunft ihrer Angehörigen benannt waren (wie Kaniwer, Korsuner, Umaner oder Poltawaer Kurin).
Zur Zeit der Ukrainischen Volksrepublik waren die Sitscher Schützen anfänglich als ein Kurin organisiert, der später erweitert wurde.  Nach dem Umsturz von Pawlo Skoropadskyj wurde der Kurin aufgelöst.
Als Kurin/Kuren wurde auch das zentrale Wirtschafts- und Verwaltungsgebäude der entsprechenden Kosakeneinheit bezeichnet.